# Temperatur-programmierte Desorption
Mit der Temperatur-programmierten Desorption (TPD), manchmal auch Thermodesorptionsspektroskopie, englisch thermal desorption spectroscopy (TDS), genannt, kann die Bindungsenergie von Adsorbaten auf der Oberfläche untersucht werden. Anders als der Name andeutet, ist die TPD bzw. TDS keine spektroskopische Methode.

## Ablauf
Die zu untersuchende Oberfläche wird in einer Vakuum-Kammer mit dem Adsorbat belegt, so dass die Adsorbatmoleküle oder -atome auf der Oberfläche kondensieren. Hierbei können verschiedene Bedeckungen erreicht werden, die von Submonolagen bis zu mehreren Monolagen reichen können. Die Oberfläche muss dabei kalt genug sein, damit das Adsorbat kondensieren kann. Dazu wird der Probenhalter mit flüssigem Stickstoff oder flüssigem Helium gekühlt.
Die Oberfläche wird dann mit einer festgelegten Aufheizrate erwärmt,
typischerweise 2 bis 10 K/s.
Irgendwann erreicht die Oberfläche die Desorptionstemperatur, also die Temperatur, bei der die Adsorbate die Oberfläche verlassen, weil die thermische Energie ausreicht, die Bindung zur Oberfläche aufzubrechen. Bei dieser Temperatur steigt die Desorptionsrate rapide an und damit auch der Partialdruck des Adsorbates in der Vakuum-Kammer. Der Partialdruck wird kontinuierlich mit einem Quadrupol-Massenspektrometer (QMS) gemessen.
Um ein möglichst großes Signal zu erhalten, wird die Probe möglichst nahe am QMS positioniert. Es sind zwei Verfahren geläufig: Zum einen kann das gesamte Signal aller die Probe verlassenen Teilchen detektiert werden, zum anderen können spezifische Massen aufgenommen werden, um etwa die Bindungsenergien eines speziellen Adsorbates zu vermessen.

## Ergebnis
Als Ergebnis erhält man ein Diagramm, auf dem der Partialdruck (und somit die Desorptionsrate) in Abhängigkeit von der Probentemperatur aufgetragen ist. Im Diagramm sind meist mehrere Maxima erkennbar. Schwächer gebundene Adsorbate verlassen somit die Oberfläche bei niedrigeren Oberflächentemperaturen, fester gebundene bei höheren.
Das Maximum bei der höchsten Temperatur entspricht somit der Bindungsenergie des Adsorbates direkt an der Oberfläche. Bei tieferen Temperaturen erscheinen weitere Maxima, die sich häufig überlagern. Dies sind die Bindungsenergien der 2. Monolage, die auf der ersten Schicht der Adsorbat-Atome binden, sowie der höheren Monolagen.
Die Auswertung der experimentellen Daten findet im einfachsten Fall mit der sogenannten Redhead-Formel statt, die von der Annahme ausgeht, dass sowohl der präexponentielle Faktor als auch die Bindungsenergie der kinetischen Desorptionsgleichung bedeckungsunabhängig sind. Dies muss nicht unbedingt der Fall sein, so können zum Beispiel laterale Wechselwirkungen zwischen den adsorbierten Teilchen oder auch nur die räumliche Verteilung der Adsorbate die Ergebnisse von TPD-Experimenten stark beeinflussen. Die Redhead-Auswertungsmethode wird heutzutage nicht länger benutzt. Jetzt nutzt man Auswertungsmethoden wie „complete analysis method“  oder „leading edge method“. Diese Auswertungsmethoden werden in einem Artikel von A.M. de Jong and J.W. Niemantsverdriet verglichen.
Thermische Desorptionsspektroskopie 1 und 2 sind typische Vorbilder von TDS-Messungen. Beide Spektren sind Vorbilder von NO-Desorbierung von Einkristallen im Hochvakuum. Das desorbierende NO ist gemessen mit einem Massenspektrometer und hat eine atomare Masse von 30.

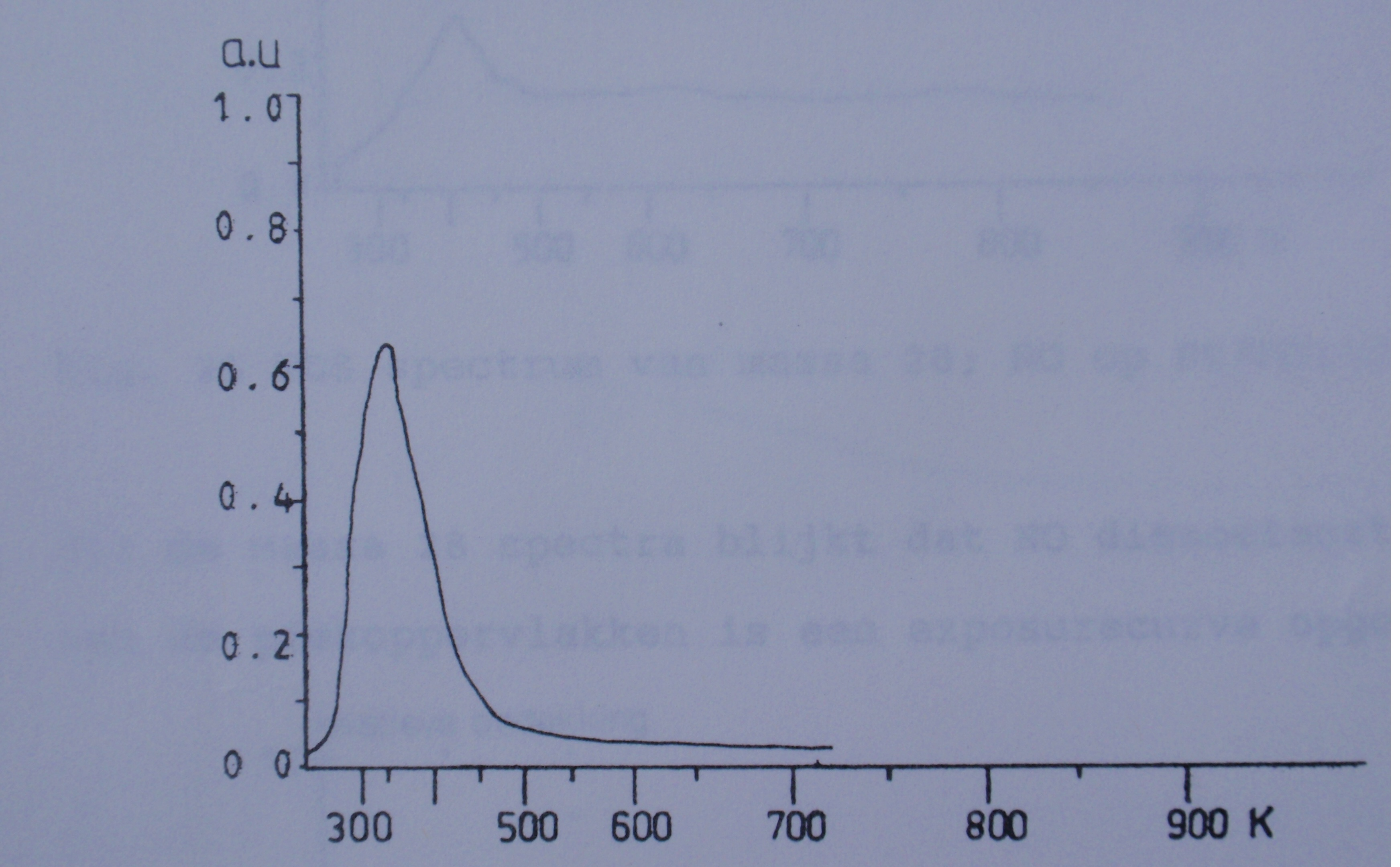
TDS Spektrum 1 Eine thermische Desorptionsspektroskopie von NO absorbiert auf Platin-Rhodium (100) Einkristall. Die Einheit der x-Richtungsachse ist die Temperatur in Kelvin, die Einheit der y-Richtungsachse ist eine arbiträre (willkürliche) Einheit, die Intensität von einer Massenspektrometermessung.
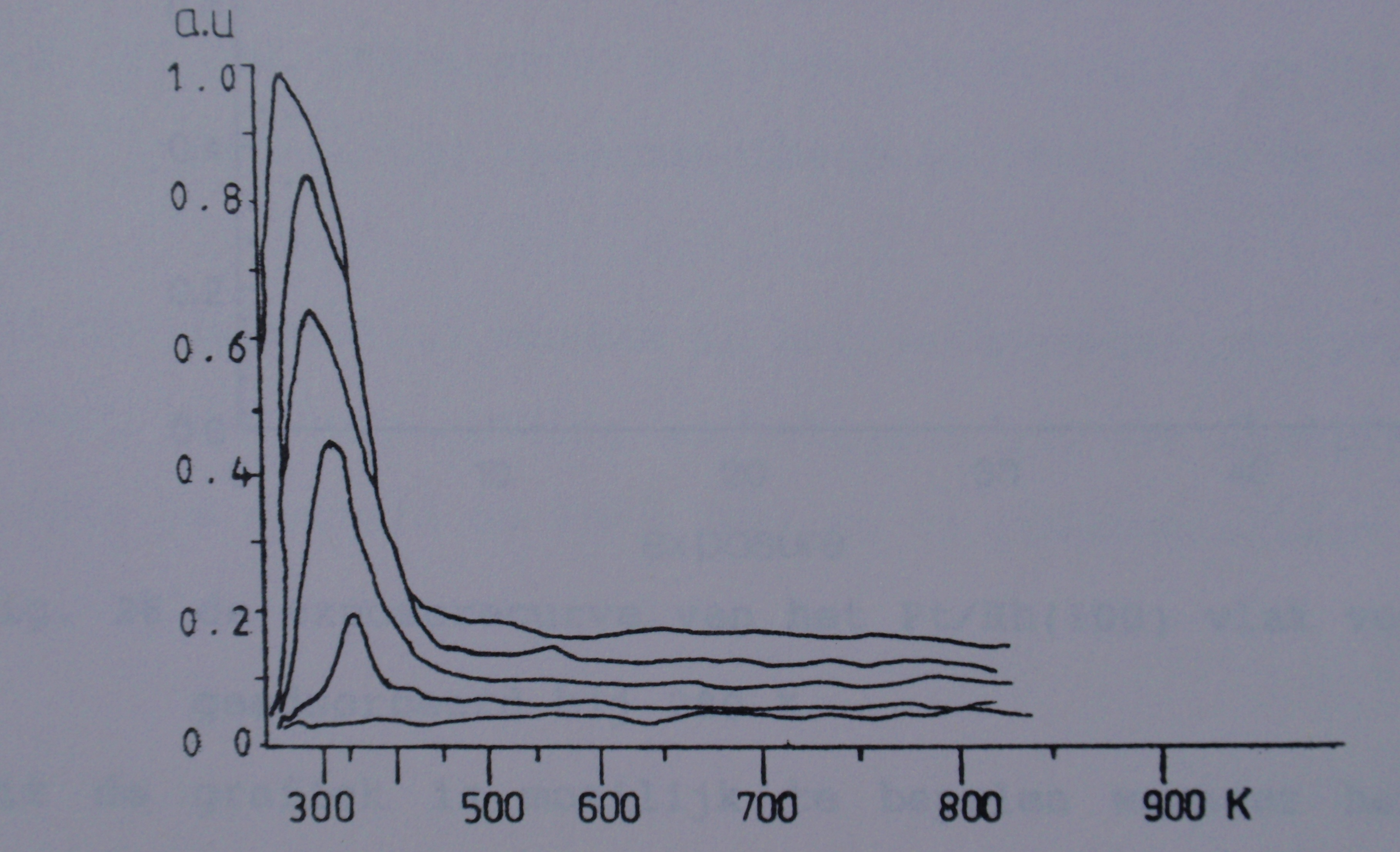
TDS Spektrum 2 Ein thermische Desorptionsspektroskopie von NO absorbiert auf Platin-Rhodium (100) Einkristall. Die Spektra der verschiedenen NO-Deckungen sind in einem Spektrum kombiniert. Die Einheit der x-Richtungsachse ist die Temperatur in Kelvin, die Einheit der y-Richtungsachse ist eine arbiträre (willkürliche) Einheit, die Intensität von einer Massenspektrometermessung.

Andere Auswertungsmethoden für Desorption sind Thermogravimetrische Analyse (TGA), mit einer Wärmebildkamera oder mit einem Wärmeleitfähigkeitsdetektor.

## Anwendungen
TPD kann für folgende Zwecke verwendet werden:
- Bestimmung der Bindungsenergie des Adsorbates auf der Oberfläche
- Bestimmung der Qualität der Oberfläche (Anzahl Stufen oder Defekte)
- Bestimmung der Reinheit der Oberfläche
- Bei Adsorption von zwei unterschiedlichen Gasen, die reagieren können, kann die katalytische Aktivität der untersuchten Oberfläche für diese Reaktion bestimmt werden. (z. B. Adsorption von Kohlenmonoxid und Sauerstoff)